# Eero Heinäluoma
Eero Olavi Heinäluoma , né le 4 juillet 1955 à Kokkola, est un homme politique finlandais, membre du Parti social-démocrate de Finlande (SDP).

## Biographie

### Formation et vie professionnelle
Membre de l'Organisation centrale des syndicats finlandais (SAK), historiquement proche du SDP, il y occupe diverses responsabilités à partir de 1983. En 2000, il accède à un poste de directeur, qu'il occupe deux ans.

### Carrière politique

#### Une ascension rapide dans le parti
Il est nommé secrétaire général du Parti social-démocrate de Finlande en 2002, et élu député à la Diète nationale aux élections qui se tiennent en mars de l'année suivante. Perçu comme l'héritier du président du parti, Paavo Lipponen, il lui succède le 10 juin 2005, défaisant dès le premier tour le ministre des Affaires étrangères, Erkki Tuomioja, et la ministre de l'Éducation, Tuula Haatainen.

#### Ministre des Finances
Il décide alors d'un remaniement parmi les ministres sociaux-démocrates, devenant à cette occasion Vice-Premier ministre et ministre des Finances.
En 2007, il mène la campagne du SDP pour les élections législatives de mars, au cours desquelles le parti s'adjuge la troisième place avec 21,4 % des voix et 45 députés, soit son plus mauvais score depuis 1962. Il en tire les conséquences en renonçant à diriger la formation, Jutta Urpilainen lui succédant le 6 juin 2008.

#### Président du Parlement
Cette dernière toutefois, le soutient en 2010 pour qu'il remplace Tarja Filatov à la présidence du groupe parlementaire, et il y parvient. Un an plus tard, à la suite des élections législatives d'avril 2011, il est élu président de la Diète nationale.

### Vie privée
Veuf de Satu Siitonen, décédée en 2015, Eero Heinäluoma réside à Helsinki.